# 2008年盈江地震
2008年盈江地震是2008年8月20日（世界标准时间8月19日）至9月3日期间，在中国云南省盈江县发生的面波震级（Ms）4.1至5.9级的一系列地震，造成5人死亡、29人重伤以及109人轻伤，直接经济损失达13.08亿元人民币。美国地质调查局将最强的震级定为MW 6.0。
此次地震发生于盈江盆地的北部山地，苏典—盈江断裂与苏典—昔马断裂交汇部位。罗艳等认为主震为2008年8月21日20时24分（北京时间）发生的Ms 5.9走滑型地震，主震前4分钟发生的Ms 4.9走滑型地震是直接前震，而主震前一天发生的Ms 5.0正断型地震属于不同的地震序列。

## 地震过程
据中国地震局及其下属的中国地震台网，北京时间2008年8月20日05时35分，云南省盈江县（北纬25°06′，东经97°54′）发生5.0级地震。21日20时20分、20时24分震区又相继发生4.9级（北纬25°06′，东经97°54′）、5.9级（北纬25°04′，东经97°56′）地震。期间更发生百余起余震。地震发生后，云南省地震局立即启动地震应急Ⅳ响应，派出地震现场工作组奔赴震区。

### 地震记录
| 北京时间            | 协调世界时（UTC）   | 地点     | 纬度 | 经度 | Ms  | 来源   |
| ------------------- | ------------------- | -------- | ---- | ---- | --- | ------ |
| 2008-08-20 05:35:09 | 2008-08-19 21:35:09 | 云南盈江 | 25.1 | 97.9 | 5.0 | [ 6 ]  |
| 2008-08-21 20:20    | 2008-08-21 12:20    | 云南盈江 | 25.1 | 97.9 | 4.9 | [ 7 ]  |
| 2008-08-21 20:24:32 | 2008-08-21 12:24:32 | 云南盈江 | 25.1 | 97.9 | 5.9 | [ 7 ]  |
| 2008-08-22 20:06:14 | 2008-08-22 12:35:09 | 云南盈江 | 25.0 | 97.9 | 4.7 | [ 8 ]  |
| 2008-09-03 02:59:18 | 2008-09-02 18:59:18 | 云南盈江 | 24.9 | 97.9 | 4.1 | [ 9 ]  |
| 2008-09-03 14:27:20 | 2008-09-03 06:27:20 | 云南盈江 | 24.9 | 97.9 | 4.8 | [ 10 ] |

### 地震烈度
地震宏观震中位于勐弄乡左家坡-中山村-勐弄村一带，极震区烈度为Ⅷ度。Ⅷ度区主要分布在盈江县勐弄乡境内，北自左家坡，南到勐弄乡政府所在地，东起下寨村，西至麻栗坡，面积约26平方千米。
Ⅶ度区主要分布在盈江县境内，北自苏典乡黄草坝，南到平原镇户勐街，东起盏西乡邦朗村，西到卡场镇小新寨。面积约391平方千米。
Ⅵ度区范围：北自盈江县支那乡白岩村南，南到陇川县清平乡广岭村，东起腾冲县中和乡勐新村，西至盈江县昔马镇政府所在地，总面积约4094平方千米。苏典乡政府所在地、江心坡、弄杏、弄康等为Ⅶ度异常点，苏典乡羊奶棚为Ⅷ度异常点。烈度沿东西向衰减很快，而近南北向则衰减相对较缓。

## 伤亡损失
据中国地震台网，这些地震造成5人死亡、29人重伤以及109人轻伤。云南省政府启动了第四级应急响应。据称受影响人数约为21万人，约占受影响地区总人口的2/3。直接经济损失达13亿元人民币。除建筑物损坏外，最严重的基础设施损坏是水资源设施。灾区总人口355,395人，81,299户，其中受灾人口209,605人。盈江5.0、4.9、5.9级地震直接经济总损失13.08亿元。此次地震还造成盈江县住房、电力、交通、通信、水利、供排水系统及其他市政设施遭到不同程度的损坏。